# Серрат, Жуан Мануэль
Жуан Мануэль Серрат-и-Тереза (род. 27 декабря 1943, Барселона) — испанский каталонский певец, автор песен и музыкант, один из пионеров музыкального движения Nova Cançó. В современной Каталонии признаётся одним из наиболее известных и влиятельных артистов.
Начал заниматься музыкой с 17-летнего возраста, когда, учась в землеустроительном техникуме, получил в подарок свою первую гитару. В 1960-е годы играл в студенческой группе, исполняя в основном английские и итальянские поп-песни, переведённые на испанский. В 1965 году выступил на радиошоу Radioscope, после чего ему предложили заключить сделку с местным лейблом Edigsa. В том же году он записал свой первый альбом Una guitarra и вступил в организацию «Els Setze Jutges», занимавшуюся защитой каталанского языка. В 1968 году он был выбран представлять Испанию на конкурсе «Евровидение», но отказался исполнять песню на испанском, желая сделать это на каталанском; по этой причине он был поспешно заменён, а сам подвергся преследованию в Испании, где каталанский язык во времена правления Франко всячески подавлялся. Предавался обструкции: его песни были запрещены, а пластинки уничтожались. С 1969 года Серрат начал ездить в концертные туры по испаноязычным государствам Южной Америки и Бразилии, где вскоре приобрёл популярность; в 1974 году за скрытую критику франкистского режима в своих песнях он был изгнан из Испании в Мексику, но смог вернуться на родину год спустя по причине смерти Франко.
В январе 1995 года испанское правительство наградило его медалью за вклад в развитие испаноязычной культуры. В том же году вышел его трибьют-альбом под названием Serrat, eres único. В 2000 году испанское Главное общество авторов и издателей (SGAE) наградило его одной из десяти Медалей столетия. В 2006 году певец выпустил Mô — свой первый за 17 лет альбом полностью на каталанском языке.